# Francesco Vendramin
Francesco Vendramin (ur. 10 października 1555 w Wenecji, zm. 7 października 1618 tamże) – włoski kardynał, patriarcha Wenecji.

## Życiorys
Urodził się 10 października 1555 roku w Wenecji, jako syn Marca Vendramino i Marii Contarini. W młodości był ambasadorem Republiki Weneckiej w Księstwie Sabaudii-Piemontu, Hiszpanii, Austrii, Francji i przy Stolicy Apostolskiej. 26 lipca 1605 roku został wybrany patriarchą Wenecji, jednak wybór nie został zatwierdzony przez papieża przez trzy kolejne lata, z powodu różnic pomiędzy Stolicą Piotrową a Republiką Wenecką. 1 marca 1608 roku przyjął święcenia kapłańskie. 12 maja został zatwierdzony jako patriarcha Wenecji, a dwa tygodnie później przyjął sakrę. 2 grudnia 1615 roku został kreowany kardynałem prezbiterem i otrzymał kościół tytularny San Giovanni a Porta Latina. Zmarł 7 października 1618 roku w Wenecji.